# Advocaat (beroep)

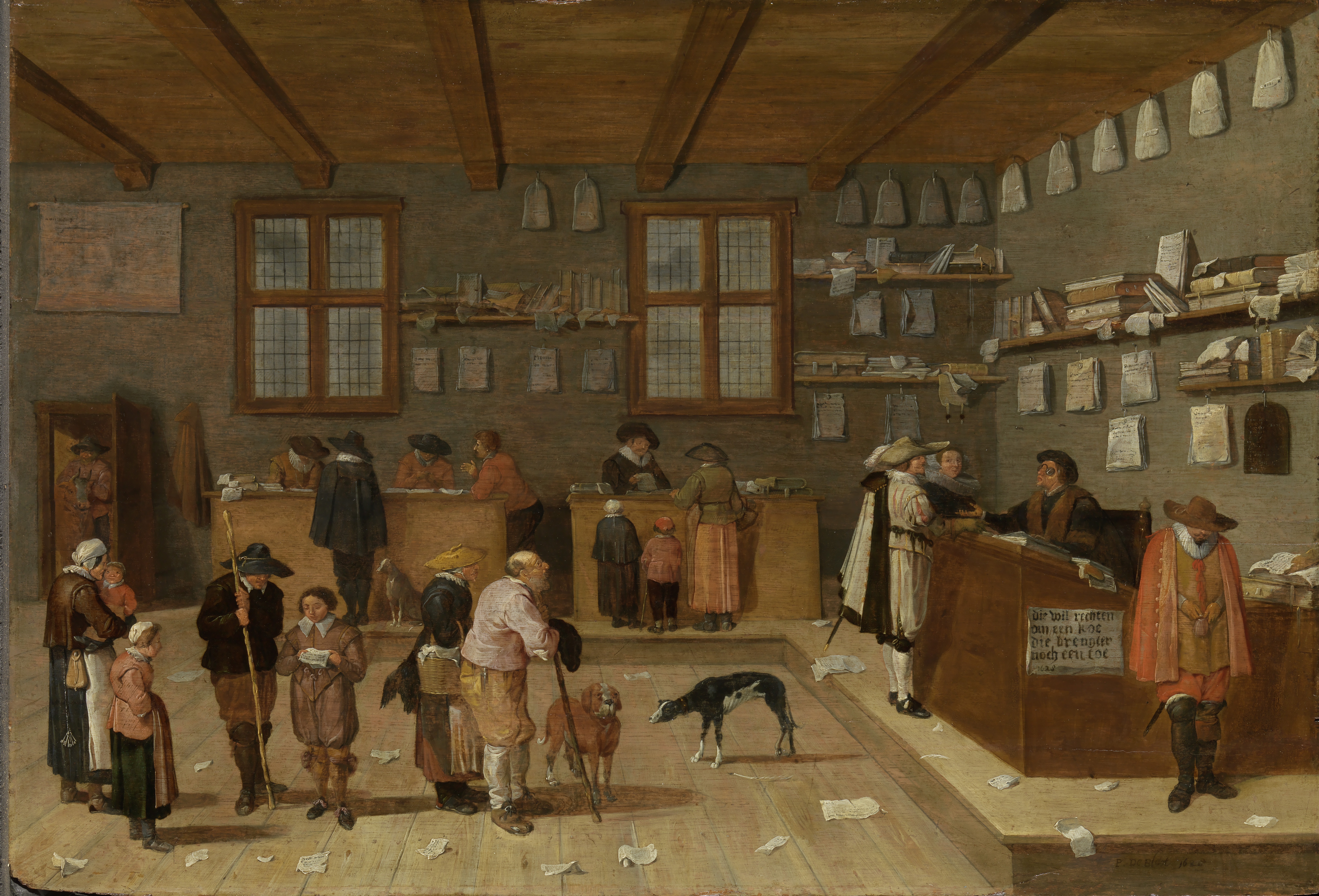
Het kantoor van de advocaat, Pieter de Bloot (1628) Rijksmuseum Amsterdam

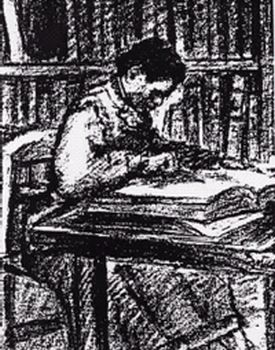
Advocaat op kantoor, ca.1880, Charlotte E Ray

Een advocaat (ook raadsman of raadsvrouw) is iemand die is afgestudeerd in het Nederlands recht en is beëdigd als advocaat door een rechtbank. In rechtszaken waar procesvertegenwoordiging verplicht is, vertegenwoordigt de advocaat een van de partijen, dat kan één (rechts)persoon zijn of meerdere, mits met een gelijk belang. Vaak treedt een advocaat ook op in een rechtszaak waar een procesvertegenwoordiging niet verplicht is, zoals zaken in het arbeidsrecht, huurrecht en erfrecht bij de Kantonrechter. Verder zijn advocaten adviseur in juridische zaken, stellen ze overeenkomsten op en vertegenwoordigen ze cliënten in onderhandeling. Ze zijn daarbij gehouden partijdig te zijn en alleen de belangen van hun eigen klant te behartigen. Dat kan in veel gevallen betekenen, gehouden te zijn de belangen van de andere partij te analyseren en daarmee onder omstandigheden rekening te houden, als dat tot een beter resultaat voor de eigen cliënt voert.
De beroepsmatige partijdigheid van de advocaat staat in tegenstelling tot de beroepsplicht van een notaris in de uitoefening van het ambt, deze is daarbij onpartijdig en is gehouden een rol in te nemen tussen de partijen, in de advisering geldt ook voor de notaris dat deze voor één partij mag werken en één belang mag dienen. Voor de duidelijkheid wordt deze notaris "partijnotaris" genoemd. Neemt een advocaat de rol van bemiddelaar of mediator op zich, is dat een neutrale rol en kan gesproken worden van een onpartijdige of onzijdige advocaat.

## Advocatuur in Nederland

### Toegang tot het beroep
Om als advocaat werkzaam te worden, moet een universitaire rechtenstudie worden gevolgd en dient beëdiging plaats te vinden bij een rechtbank. Gedurende de eerste drie jaren mag de advocaat niet zelfstandig zijn beroep uitoefenen. Hij is dan als advocaat-stagiair werkzaam onder begeleiding van een ervaren advocaat als patroon. Als stagiair dient hij dan nog verplicht de  Beroepsopleiding Advocaten te volgen en zes examens af te leggen, onder andere in de vakken Alternatieve Geschillenbeslechting en Tuchtrecht. De Beroepsopleiding Advocaten is in 2013 uitgebreid, met meer aandacht voor ethiek en vaardigheden. Er zijn drie examenkansen per examen aanwezig. Na het voltooien van de Beroepsopleiding Advocaten en de stage wordt een stageverklaring afgegeven. Daarna mag de advocaat zelfstandig werkzaam zijn.
In 1970 waren er 2.063 advocaten en in 2016 waren dat er 17.343. Advocaten werken meestal in groepsverbanden van twee tot enkele honderden samen, en specialiseren zich op een bepaald juridisch gebied.

### Rechten en plichten van de advocaat
De Advocatenwet uit 1952 regelt het beroep van advocaat. Alle advocaten in Nederland vormen gezamenlijk de Nederlandse Orde van Advocaten. Deze organisatie is op grond van de Advocatenwet bevoegd regels vast te stellen, waaraan de advocaat zich in het kader van de beroepsuitoefening dient te houden, zoals de inrichting van diens financiële administratie en de beroepsaansprakelijkheidsverzekering. De advocaat dient zich ook te houden aan bijzondere gedragsregels en kan bij overtreding daarvan een tuchtrechtelijke maatregel opgelegd krijgen. In het ergste geval kan hij uit het beroep worden gezet (ook wel genoemd: geschrapt van het tableau). De advocaat is verplicht zich jaarlijks te laten bijscholen en wordt daarop gecontroleerd.
De advocaat heeft evenals de notaris een wettelijk beroepsgeheim. Hij kan – tenzij de cliënt daarin expliciet toestemt – niet gedwongen worden als getuige te verklaren over zaken die hem in zijn functie worden toevertrouwd, het verschoningsrecht geheten. Het wordt als een groot maatschappelijk belang gezien, dat eenieder zich vrij tot hem om bijstand en advies moet kunnen wenden, zonder vrees voor openbaarmaking van wat besproken is. Dit belang wordt zo groot gevonden, dat het een inbreuk rechtvaardigt op het beginsel van de waarheidsvinding in een rechtszaak.

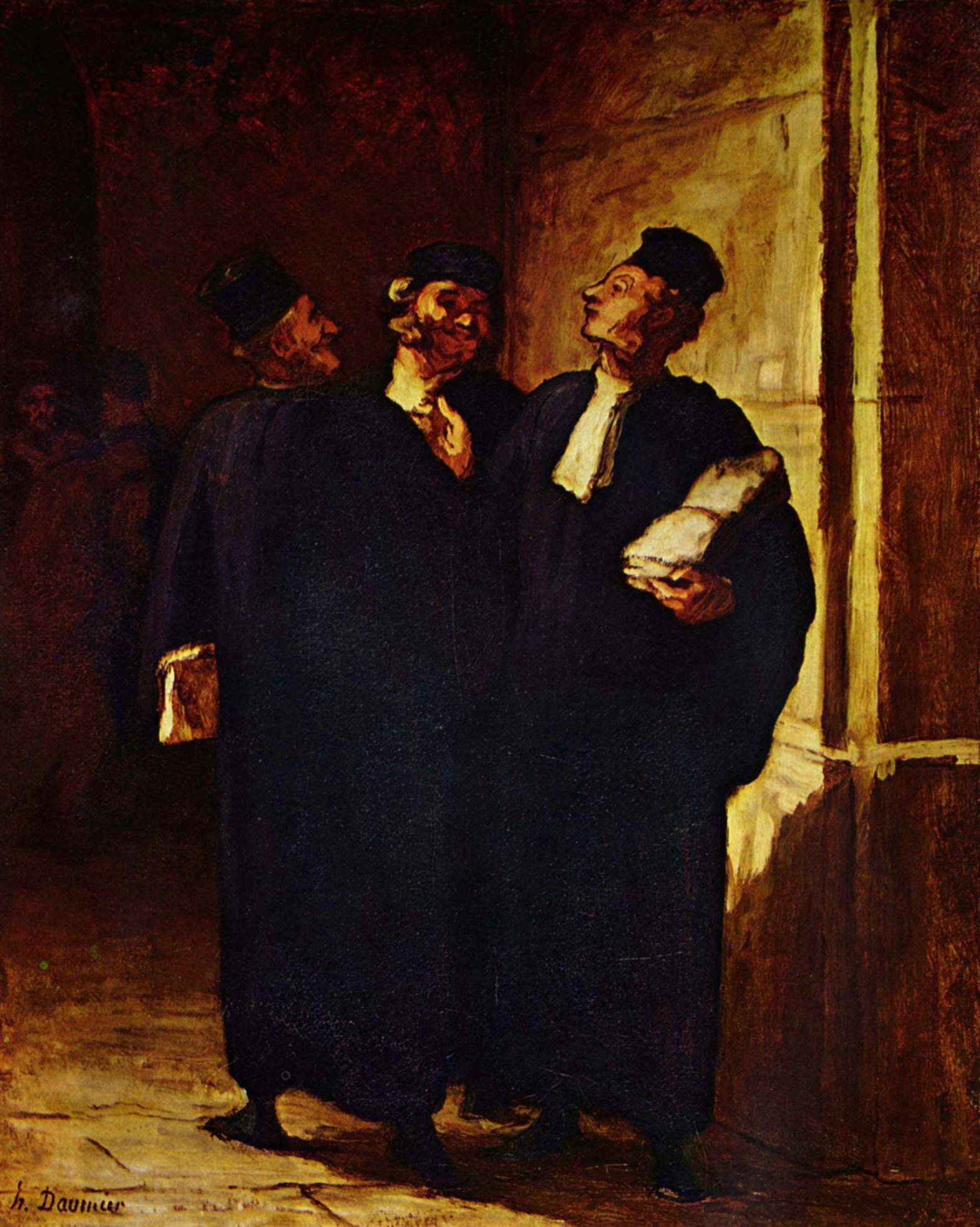
Trois avocats en consultation (Drie advocaten in gesprek), een negentiende-eeuws schilderij van Honoré Daumier

### Orde van Advocaten
De Nederlandse Orde van Advocaten bestaat uit de advocaten die op het tableau van een van de arrondissementen zijn ingeschreven. Advocaten zijn van rechtswege lid van de Orde. De Orde bezit rechtspersoonlijkheid.
Op grond van de Advocatenwet kunnen klachten over advocaten, al dan niet wegens schending van een of meerdere bepalingen in de vastgelegde gedragsregels uit 1992, worden voorgelegd aan de deken van de Orde van Advocaten in het betreffend arrondissement. De deken kan bemiddelen tussen de klager en de advocaat. Slaagt de bemiddeling niet of wenst de klager de klacht aan de tuchtrechter voor te leggen, dan zal de deken het dossier aan de Raad van Discipline in zijn resort zenden. Tegen een beslissing van de Raad van Discipline kunnen de klager en betreffende advocaat zo nodig beiden beroep instellen bij het Hof van Discipline. Een belangrijke regel is onder meer dat de advocaat zich zodanig dient te gedragen dat "het vertrouwen in de advocatuur of in zijn eigen beroepsuitoefening" niet wordt geschaad.

### De verplichte advocaat
Er bestaat in burgerlijke zaken een wettelijk verplichte procesvertegenwoordiging door een advocaat. Een partij is verplicht een advocaat aan te stellen in civiele procedures bij de rechtbank, het gerechtshof of de Hoge Raad. Dit geldt ook wanneer men gedaagde is. Dit nalaten staat gelijk aan niet op komen dagen en leidt tot een verstekvonnis.
Het bezwaar tegen verplichte procesvertegenwoordiging is dan ook dat een eiser hier misbruik van zou kunnen maken om zijn wederpartij op kosten te jagen, vooral wanneer deze krap bij kas zit, of andersom: iemand zou opzettelijk wanprestatie of een onrechtmatige daad kunnen plegen wetend dat diens wederpartij de procesgang niet kan betalen. Bovendien worden in veel landen proceskosten slechts forfaitair vergoed; deze forfaits zijn vrijwel altijd een fractie van de werkelijke kosten.
Bij de kantonrechter, (als gedaagde) in verschillende familierechtelijke zaken en als gedaagde in een kort geding bij de rechtbank (de voorzieningenrechter) mag men wel in persoon, dus zonder advocaat, verschijnen. Ook in strafzaken mag men zichzelf verdedigen. Voor bestuursrechtelijke procedures tegen de overheid geldt hetzelfde: er bestaat geen verplichte procesvertegenwoordiging.

### Procureur
Tot 1 september 2008 was men verplicht een procureur te stellen in civiele gerechtelijke procedures. De procureur bestaat niet meer. Een advocaat was meestal ook procureur binnen het arrondissement van de rechtbank waar deze kantoor hield.

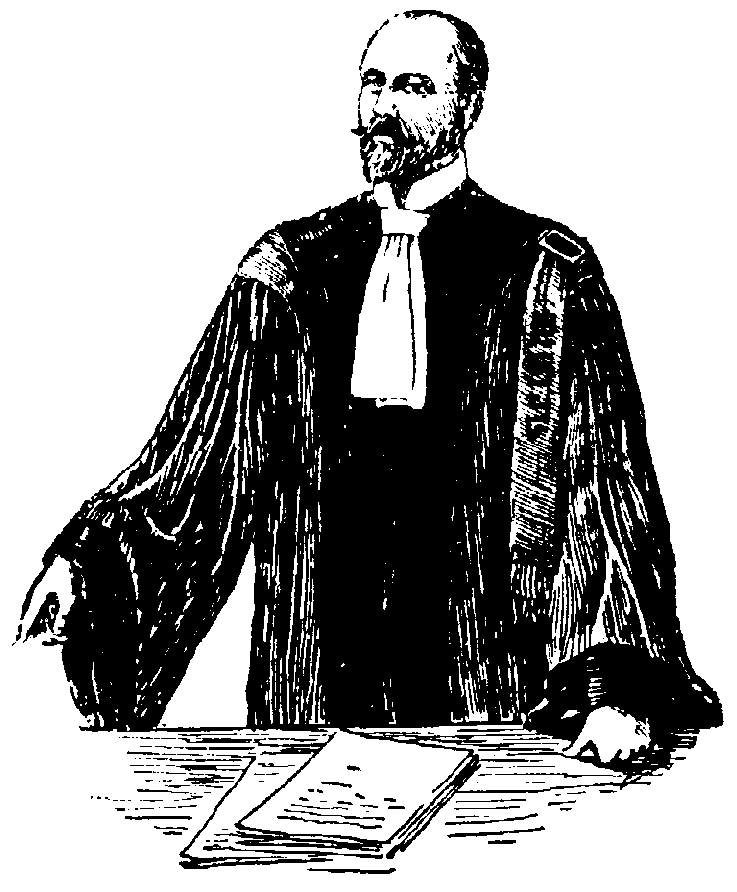
Franse advocaat, begin 20e eeuw

## Advocatuur in België
Het beroep van advocaat wordt in België geregeld in de artikels 428 tot en met 508 van het Gerechtelijk Wetboek.

### Toegang tot het beroep
Wie in België het beroep van advocaat wil uitoefenen moet:
- Belg of onderdaan van een lidstaat van de Europese Unie zijn. Van deze nationaliteitsvoorwaarde kan in bepaalde gevallen afgeweken worden.
- Doctor, licentiaat of master in de rechten zijn.
- De eed afgelegd hebben. ("Ik zweer getrouwheid aan de Koning, gehoorzaamheid aan de Grondwet en aan de wetten van het Belgische volk, dat ik niet zal afwijken van de eerbied aan het gerecht en de openbare overheid verschuldigd, en geen zaak zal aanraden of verdedigen die ik naar eer en geweten niet geloof rechtvaardig te zijn."[2])
- Ingeschreven zijn op het tableau van de Orde of op de lijst van stagiairs.

### Rechten en plichten van de advocaat
Elke advocaat mag pleiten voor alle gerechten van het Rijk. Een uitzondering op deze regel vormt het Hof van Cassatie, waar in burgerlijke zaken enkel advocaten mogen pleiten die de titel advocaat bij het Hof van Cassatie voeren. Ook in strafzaken is een pleitmonopolie voor het Hof van Cassatie in de maak.
In beginsel willen de advocaten een pleitmonopolie zoals in Nederland. Zo zouden zij als enige mogen pleiten voor de gerechten. Dit monopolie bestaat wettelijk niet, wat niet wegneemt dat de meeste partijen in feite wel een beroep op een advocaat doen.
Het dragen van de toga is een wettelijke verplichting. Dit geldt niet voor de politierechtbanken en de vredegerechten die niet zijn gelokaliseerd in een gerechtsgebouw. Indien deze gerechten wél ingericht zijn in een gerechtsgebouw (zoals in Hasselt), dan geldt de togaplicht wel.

### Orde van Advocaten
In de hoofdplaats van ieder gerechtelijk arrondissement wordt een tableau opgemaakt van de Orde van Advocaten, een lijst van de advocaten die hun beroep uitoefenen onder de beroepstitel van een andere lidstaat van de Europese Unie en een lijst van stagiairs, die hun kantoor in het arrondissement hebben.
Het tableau en de lijsten worden aangeplakt of bekendgemaakt door de stafhouder, die ervoor zorgt dat zij worden bijgewerkt.
Alle balies in Vlaanderen worden overkoepeld door de Orde van Vlaamse Balies. Deze Orde bestaat uit de advocaten die op het tableau op een van de lijsten zijn ingeschreven. Zij bezit rechtspersoonlijkheid.

### Eed
De eed, die wordt afgelegd in openbare zitting op voordracht van een advocaat die minstens 10 jaar is ingeschreven op het tableau van een balie, luidt:

Ik zweer getrouwheid aan de Koning, gehoorzaamheid aan de Grondwet en aan de wetten van het Belgische volk, dat ik niet zal afwijken van de eerbied aan het gerecht en de openbare overheid verschuldigd, en geen zaak zal aanraden of verdedigen die ik naar eer en geweten niet geloof rechtvaardig te zijn.